# Menexenus nudiusculus
Menexenus nudiusculus är en insektsart som beskrevs av Hausleithner 1992. Menexenus nudiusculus ingår i släktet Menexenus och familjen Phasmatidae. Inga underarter finns listade i Catalogue of Life.